# Breithauptiet
Het mineraal breithauptiet (verouderde naam antimoonnikkel) is een vrij zeldzaam voorkomend zwaar mineraal met als chemische formule NiSb. Het behoort tot de sulfidengroep.

## Naamgeving en ontdekking
Het mineraal werd in 1840 ontdekt door Julius Fröbel en vernoemd naar de Saksische mineraloog Johann Friedrich August Breithaupt (1791–1873).

## Eigenschappen
Het kristalstelsel van breithauptiet is hexagonaal. Het metaalkleurige mineraal heeft een lichte koperen kleur met een zweem violet. De Mohs hardheid is 3,5 tot 4. 

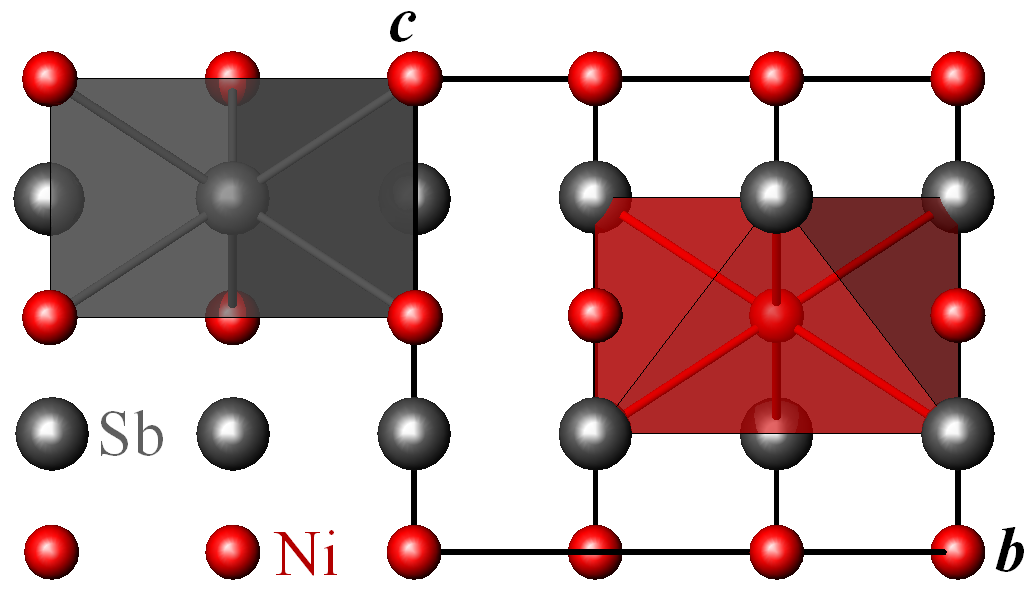
Kristalstructuur van breithauptiet. Het betreft hier een projectie op het bc-vlak (grijs: antimoon, rood: nikkel).

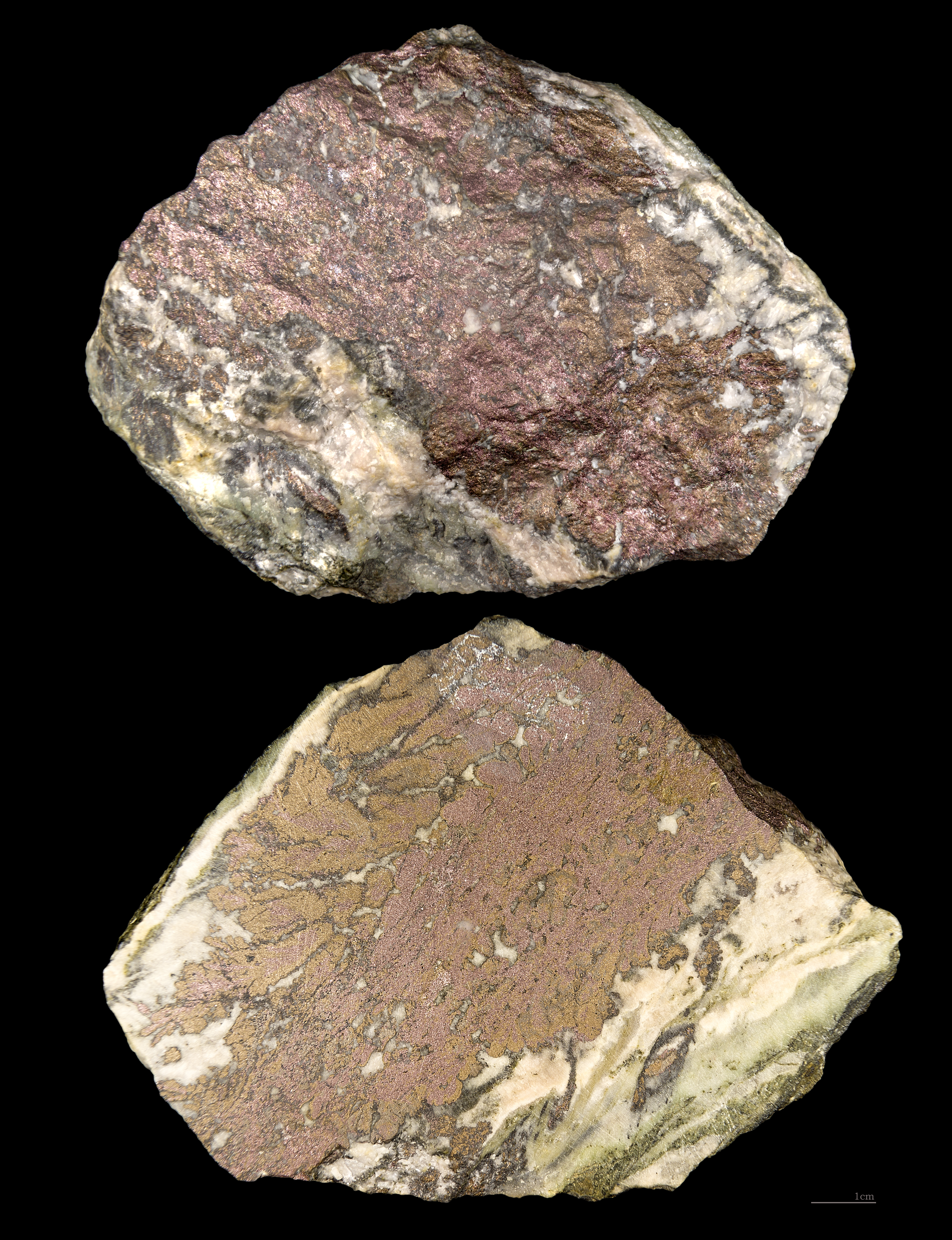
Breithauptiet - Canada

Breithauptiet is noch magnetisch, noch radioactief.

## Voorkomen en verspreiding
Breithauptiet komt samen met kobalt–, nikkel– en zilver-ertsen voor in hydrothermale calcietrijke aders. Het mineraal werd voor het eerst aangetroffen in het Harzgebergte van Nedersaksen en in 1845 werd het ook gevonden in de steden Cobalt en Thunder Bay in Ontario (Canada).